# Ћуков претварач
Ћуков претварач је врста DC-DC претварача код ког је вредност излазног напона или већа или мања него вредност улазног напона, уз обрнут поларитет. Ћуков претварач користи кондензатор као главну компоненту за складиштење енергије, за разлику од већине других претварача који користе пригушницу. Име је добио по Слободану Ћуку са Калифорнијског института за технологију, која га је први пројектовао.